# Hawkesbury (rzeka)
Hawkesbury – rzeka w Australii. 
Jej długość wynosi 480 km, uchodzi do Morza Tasmana na terenie Parku Narodowego Ku-ring-gai Chase.
Rzeka Hawkesbury jest wykorzystywana do nawadniania pól uprawnych oraz do zaopatrywania w wodę miasta Sydney.

## Główne miasta nad rzeką
- Goulburn
- Windsor
- Sydney
- Richmond